# Fayetteville (Caroline du Nord)
Pour les articles homonymes, voir Fayetteville.
La ville de Fayetteville (en anglais [ˈfeɪətˌvɪl]) est le siège du comté de Cumberland, dans l'État de Caroline du Nord, aux États-Unis. Sa population s’élevait à 200 564 habitants lors du recensement de 2010, estimée à 209 889 habitants en 2017.
Fayetteville possède une base aérienne (Pope Air Force Base, code AITA : POB) et Fort Bragg, l'un des plus grands camps militaires du monde, se situe à l'ouest de la ville.

## Démographie
| Groupe            | Fayetteville | Caroline du Nord | États-Unis |
| ----------------- | ------------ | ---------------- | ---------- |
| Blancs            | 45,7         | 68,5             | 72,4       |
| Afro-Américains   | 41,9         | 21,5             | 12,6       |
| Métis             | 4,9          | 2,2              | 2,9        |
| Autres            | 3,3          | 4,3              | 6,2        |
| Asiatiques        | 2,6          | 2,2              | 4,8        |
| Amérindiens       | 1,1          | 1,3              | 0,9        |
| Océaniens         | 0,5          | 0,1              | 0,2        |
| Total             | 100          | 100              | 100        |
|                   |              |                  |            |
| Latino-Américains | 10,1         | 8,4              | 16,7       |

Selon l'American Community Survey, pour la période 2011-2015, 87,66 % de la population âgée de plus de 5 ans déclare parler anglais à la maison alors que 7,04 % déclare parler l'espagnol, 0,91 % l'allemand, 0,80 % le coréen, 0,51 % le tagalog et 3,09 % une autre langue.
| 1790  | 1820  | 1830  | 1840  | 1850  | 1860  |
| ----- | ----- | ----- | ----- | ----- | ----- |
| 1 536 | 3 532 | 2 868 | 4 285 | 4 646 | 4 790 |

| 1870  | 1880  | 1890  | 1900  | 1910  | 1920  |
| ----- | ----- | ----- | ----- | ----- | ----- |
| 4 660 | 3 485 | 4 222 | 4 670 | 7 045 | 8 877 |

| 1930   | 1940   | 1950   | 1960   | 1970   | 1980   |
| ------ | ------ | ------ | ------ | ------ | ------ |
| 13 049 | 17 428 | 34 715 | 47 106 | 53 510 | 59 507 |

| 1990   | 2000    | 2010    | - | - | - |
| ------ | ------- | ------- | - | - | - |
| 75 695 | 121 015 | 200 564 | - | - | - |

## Jumelage
- Saint-Avold (France)

## Personnalités
- Aimee Stephens (1960-2020), militante des droits des personnes trans, y est née